# Puerta Blanca
Puerta Blanca är en ort i Mexiko.   Den ligger i kommunen Morelia och delstaten Michoacán de Ocampo, i den södra delen av landet, 220 km väster om huvudstaden Mexico City. Puerta Blanca ligger 2 127 meter över havet och antalet invånare är 333.
Terrängen runt Puerta Blanca är kuperad åt sydost, men åt nordväst är den platt. Runt Puerta Blanca är det tätbefolkat, med 493 invånare per kvadratkilometer. Närmaste större samhälle är Morelia, 5,6 km norr om Puerta Blanca. Runt Puerta Blanca är det i huvudsak tätbebyggt.